# 모리타 코코로
모리타 코코로(일본어: 森田 想, 2000년 2월 11일 ~ )는 일본의 배우이다.

## 출연 작품
- 아이스크림과 빗방울 (2017)
- 웃는 마네키네코 (2017)
- 마음이 외치고 싶어해 (2017)